# Elecciones al Parlamento Europeo de 2004 (Letonia)
En las elecciones al Parlamento Europeo de 2004 en Letonia, celebradas en junio, se escogió a los 9 representantes de dicho país para la sexta legislatura del Parlamento Europeo. Tras su reciente incorporación a la Unión Europea, es la primera participación de Letonia en unos comicios europeos.

## Resultados
| Datos de participación | Datos de participación | Datos de participación |
| ---------------------- | ---------------------- | ---------------------- |
| Censo electoral        | 1.397.736              | 100%                   |
| Votantes               | 577.879                | 41,3                   |
| Abstención             | 819.857                | 58,7                   |
| A candidatura          | 568.512                |                        |

| ← Elecciones al Parlamento Europeo de 2004 →            |         |       |         |
| Partido                                                 | Votos   | %     | Escaños |
| Por la Patria y la Libertad/LNNK (TB/LNNK)              | 170.819 | 30,05 | 4       |
| Nueva Era (JL)                                          | 112.698 | 19,82 | 2       |
| Por los Derechos Humanos en una Letonia Unida (PCTVL)   | 61.329  | 10,79 | 1       |
| Partido Popular (TP)                                    | 38.114  | 6,70  | 1       |
| Vía Letona (LC)                                         | 37.357  | 6,57  | 1       |
| Partido Obrero Socialdemócrata Letón (LSDSP)            | 27.437  | 4,83  | 0       |
| Tautas Saskaņas Partija (TSP)                           | 27.423  | 4,82  | 0       |
| Unión de Verdes y Paisanos (ZZS)                        | 24.405  | 4,29  | 0       |
| Primer Partido de Letonia (LPP)                         | 18.614  | 3,27  | 0       |
| Apvienota Socialdemokratiska Labklajibas Partija (ASLP) | 12.923  | 2,27  | 0       |
| Partido Conservador (KP)                                | 9.711   | 1,71  | 0       |
| Partido Socialista (LSP)                                | 9.486   | 1,67  | 0       |
| Latgales Gaisma (LG)                                    | 8.407   | 1,48  | 0       |
| Euroescépticos (EIROSKEPTIKI)                           | 5.468   | 0,96  | 0       |
| Kristigi Demokratiska Savieniba (KDS)                   | 2.340   | 0,41  | 0       |
| Socialdemokratu Savieniba (SDS)                         | 1.981   | 0,35  | 0       |